# アラー・アリ・ムハウィ
アラー・アリ・ムハウィ（アラビア語: علاء علي مهاوي、Alaa Al Mhawi、1996年6月3日 - ）は、イラクのサッカー選手。イラク代表。ポジションはDF。

## クラブ歴
アル・シャバブ・スタジアムの向かいに位置する高名なアンモ・ババ・フットボール・スクールでユース時代を過ごした。ここではアリ・アドナンが先輩に当たる。
イラク・プレミアリーグに所属するアル・カフラバーFCで選手となった。2013-14シーズンは2部で過ごしたが、クラブの1部復帰にも貢献した。
2015年にアル・ザウラーSCに1年契約で加入。サイドバックのポジションながら6ゴールを獲得する活躍を見せ、イラク・プレミアリーグ制覇に貢献、この活躍によって契約も2年延長された。2016-17シーズンにはAFCカップ2017にも出場し、4月4日のアル・ジャイシュ・ダマスカス戦、5月22日のアル・クウワ・アル・ジャウウィーヤ戦で得点を奪った。
2017年7月17日にサウジアラビアのアル・バーティンFCに移籍。8月11日のアル・イテハド戦で初出場、この試合は3-1で勝利し番狂わせの演者の一人となった。しかし、9月29日に出場僅か2試合の中、相互の合意の下に契約を解除した。
その後アル・ショルタSCに加入。11月21日のカルバラーFC戦で初出場。

## 代表歴

### U-17
2011年に15歳ながらイラクU-17代表で初出場。その後3年間で11試合2得点、17歳の時には2013 FIFA U-17ワールドカップにも出場、スウェーデンU-17代表、メキシコU-17代表、ナイジェリアU-17代表戦の全てで出場した。

### U-19
AFC U-19選手権2014予選のバングラデシュU-19代表とクウェートU-19代表戦に招集され、U-19代表のデビュー戦であるバングラデシュ戦では20分に得点を決めて6-0の勝利に貢献、続くクウェート戦でも出場しこちらは0-0の引分に終わった。イラク代表はグループステージを首位で突破し、AFC U-19選手権2014への出場権を得た。
本戦のオマーンU-19代表、カタールU-19代表、朝鮮民主主義人民共和国U-19代表戦全てで出場。勝ち点では朝鮮民主主義人民共和国代表U-19代表と並んだが直截対決の結果でグループステージ突破はならなかった。ただ、彼自身はその直截対決で1得点をあげた。

### U-23
2015年3月に行われたAFC U-23選手権2016予選のオマーンU-23代表、レバノンU-23代表、バーレーンU-23代表、モルディブU-23代表戦で招集を受け、レバノンU-23代表戦で初出場するとその後も全試合に出場、AFC U-23選手権2016本戦出場への助けとなった。
本戦でも全試合に出場、準決勝では日本U-23代表に敗れたものの、3位に辷り込みリオデジャネイロオリンピック出場権を獲得した。
AFC U-23選手権2016での好パフォーマンスからリオデジャネイロオリンピックのメンバーにも招集された。予選の3試合のうち2試合に出場し無敗に貢献したもののグループステージ敗退に終わった。彼自身はホストのブラジルU-23代表戦でネイマール相手に好守を見せ、試合後にはブラジルのサポーターから称讃を受けた。南アフリカ共和国U-23代表戦でも不敗に貢献した。

### A代表
AFC U-23選手権2016、リオデジャネイロオリンピックでの活躍から2016年にA代表に招集された。8月21日の朝鮮民主主義人民共和国代表との親善試合で初出場。2018 FIFAワールドカップ・アジア予選で出場を重ねて国内有数の右サイドバックとしての地位を確立した。

## プレースタイル
主として右サイドバックであるが得点力も高く、オールラウンダーである。サイドバックが一般的に持っている走りだしの速さはないが、スピード自体は持ち合わせており、そのマイナスを卓越した前方へのドリブル力で補っている。また、守備能力の高さによって多くのウィンガーの進入を防いでいる。

## タイトル

### クラブ
アル・カフラバー
- イラク・ディビジョン1: 2013-14

アル・ザウラー
- イラク・プレミアリーグ: 2015-16

### 個人
- イラク・プレミアリーグベストイレブン: 2015-16